# 克列諾瓦 (沃倫斯基新城區)
50°54′50″N 27°17′34″E / 50.91389°N 27.29278°E
克列諾瓦（烏克蘭語：Кленова），是烏克蘭北部的村莊，隸屬日托米爾州的茲維亞赫爾區。該村面積15.67平方公里，海拔高度212米，2001年人口597，人口密度每平方公里38.1人。